# Lotodes patens
Lotodes patens là một loài thực vật có hoa trong họ Đậu. Loài này được (Lindl.) Kuntze mô tả khoa học đầu tiên năm 1891.